# San Besso
Besso (III secolo – IV secolo) è stato un martire cristiano, oggetto di particolare venerazione nelle Alpi del Gran Paradiso. È patrono della città di Ivrea assieme a san Savino.

## Agiografia
Nessuna notizia certa si ha sulla vita di san Besso; la tradizione ufficiale vuole che egli fosse uno dei 6600 soldati della leggendaria legione tebea, guidati da san Maurizio, quasi tutti sterminati nel 286, per ordine dell'imperatore Massimiano ad Agaunum (l'attuale Saint-Maurice, nel Canton Vallese - Svizzera) per essersi rifiutati di adorare le divinità pagane.
San Besso fu – sempre secondo la tradizione che lo accomuna a numerosi altri martiri pseudo-tebei - uno dei sopravvissuti che si dispersero nelle zone alpine e che - nonostante fossero braccati dai soldati di Massimiano determinati a completare lo sterminio - iniziarono una intensa opera di evangelizzazione dei montanari pagani. 

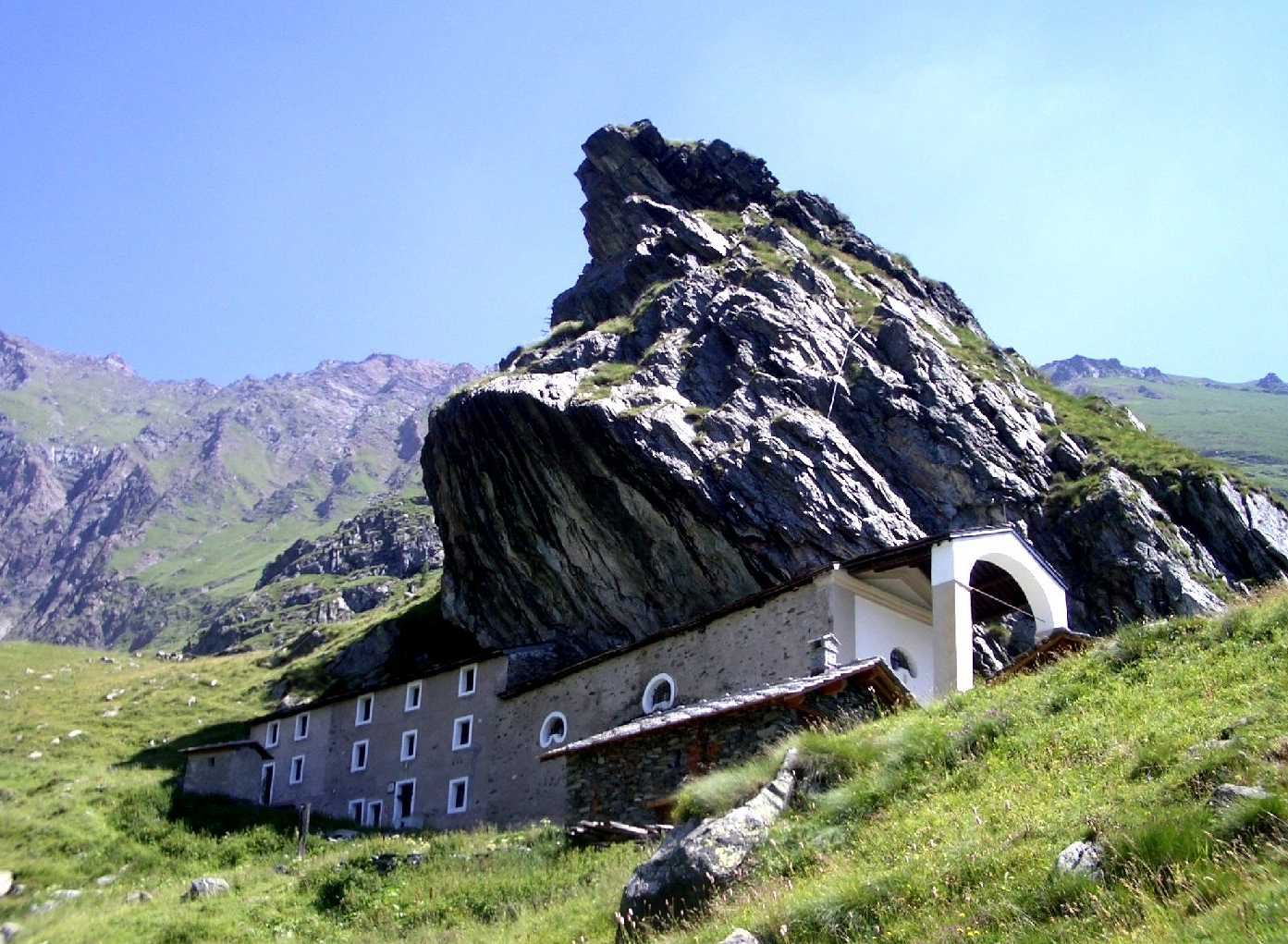
Val Soana, Santuario di San Besso, 2016 metri

Sulle circostanze del presunto martirio di san Besso esistono più versioni. Quella riportata in un breviario del 1473, conservato presso la diocesi di Ivrea, racconta di come Besso, invitato da alcuni ladri di bestiame ad un banchetto e accortosi della provenienza furtiva della carne di pecora che gli era stata offerta, abbia aspramente deplorato il costume dei montanari che lo ospitavano. Questi, adirati contro il santo, lo avrebbero scaraventato giù dal Monte Fautenio e lì, ancora in vita, venisse raggiunto e trucidato dai legionari romani rimasti sulle sue tracce. Secondo la tradizione, il santuario fu costruito sul luogo del martirio. 

La stessa fonte documentale riporta che, secondo un'altra versione, il santo, miracolosamente salvatosi, si sarebbe rifugiato nella vicina Valle di Cogne e in quest'ultima dimora sia poi stato massacrato dai legionari romani.
Lo storico ed antropologo francese Robert Hertz raccolse nel 1912 un'altra versione ancora della vita di san Besso, tramandata oralmente tra la gente della Val di Cogne, secondo la quale il santo non fu un soldato della gloriosa legione tebea, ma soltanto un devoto pastore locale che Dio ricompensava facendo prosperare il suo gregge. Secondo tale versione popolare egli sarebbe stato scaraventato giù dalla rupe da alcuni montanari miscredenti, resi furenti dall'invidia.
Sulle vicende delle spoglie mortali del santo, la leggenda vuole che nel IX secolo, dopo esser state trafugate dal luogo del martirio da alcuni ladri di sacre reliquie, provenienti dal Monferrato, esse siano finite - grazie all'intervento di un oste capace di smascherare i rapinatori - ad Ozegna (nel luogo ove ora sorge la Chiesa di San Besso). Questo spiegherebbe le ragioni della speciale venerazione di cui Besso gode proprio ad Ozegna e non anche in tutti i paesi limitrofi. Sempre la leggenda vuole che le reliquie (con l'eccezione di un dito rimasto ai fedeli ozegnesi) siano state trasportate verso l'anno 1000 (ai tempi delle lotte tra Arduino d'Ivrea ed il vescovo Warmondo) nella cripta del Duomo di Ivrea, ove trovarono degna collocazione in un antico sarcofago romano tuttora visibile (anche se privo di spoglie).

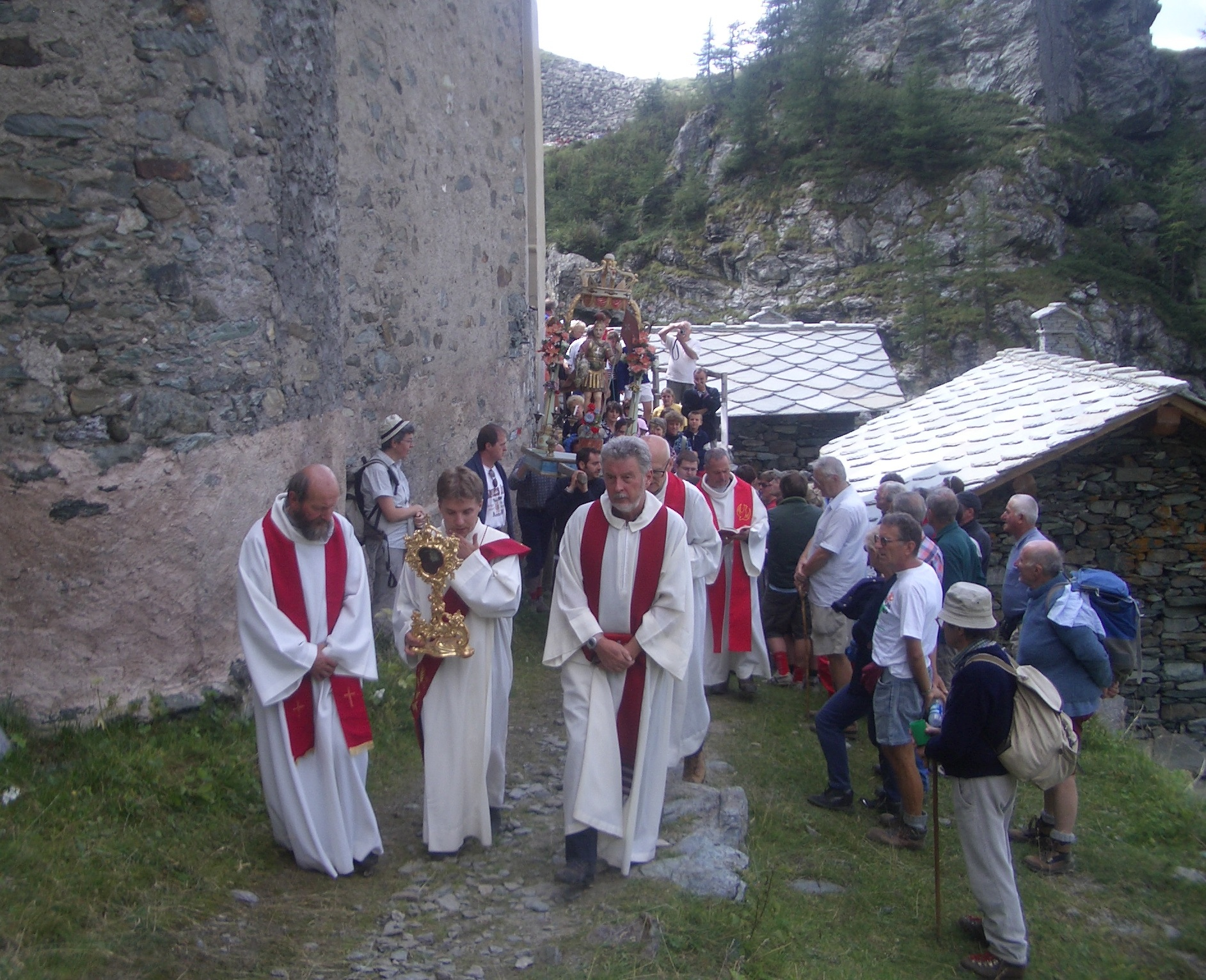
La processione del 10 agosto

## La devozione popolare: un antico culto litico
San Besso ebbe fama di grande santo taumaturgo, autore di innumerevoli miracoli, protettore dei soldati contro i pericoli della guerra.

La speciale devozione verso il santo si esprime ancor oggi nelle feste in suo onore celebrate il 10 agosto e il 1º dicembre nel santuario posto tra le montagne che dominano l'alta Val Soana, nel Parco del Gran Paradiso. Al santuario i fedeli giungono in folto pellegrinaggio sia da Campiglia che dalla val di Cogne (da cui occorre partire il giorno prima e pernottare presso il ricovero del santuario). Molti, un tempo, indossavano i costumi tradizionali delle diverse valli.

La statua del santo viene portata in processione compiendo un giro attorno alla grande rupe che avrebbe visto il suo martirio: l'onore di portare la statua del santo - oggi concesso attraverso una sorta di bando rituale - fu un tempo causa di violenti liti tra campigliesi e cognensi.
Al culto di San Besso, che unisce due comunità che attualmente appartengono a differenti diocesi, ma che prima del 1200 erano unite sotto la Diocesi di Ivrea, oltre che dalla comune parlata dialettale franco-provenzale, Robert Hertz ha dedicato, nel 1912, un interessante saggio dal titolo San Besso. Studio di un culto alpestre nel quale, dopo un raffronto critico tra le diverse versioni della vita del santo, si analizzano le credenze ed i riti popolari, individuando in essi molteplici elementi che rimandano alle antiche venerazioni di rocce ritenute centri di irradiazione di una forza divina.
Su siti web che parlano di San Besso, capita ancor oggi di leggere che «durante il rito devozionale, i fedeli effettuano pratiche segrete e misteriose basate sulla convinzione che il contatto con la pietra favorisca la fecondità».
L'origine di questo culto, secondo Herz, è certamente precristiana, legata a un momento di incontro tra popolazioni salasse insediate nelle vallate valdostane e canavese ed è caratterizzata dalla persistenza di un forte culto litico, ispirato dalla morfologia del Monte Fautenio. Ancora oggi le popolazioni di Cogne e Campiglia sono fortemente attaccate alla tradizione dei poteri taumaturgici della roccia di Besso, ovvero di scaglie scalpellate dalla roccia del monte.

## Galleria d'immagini

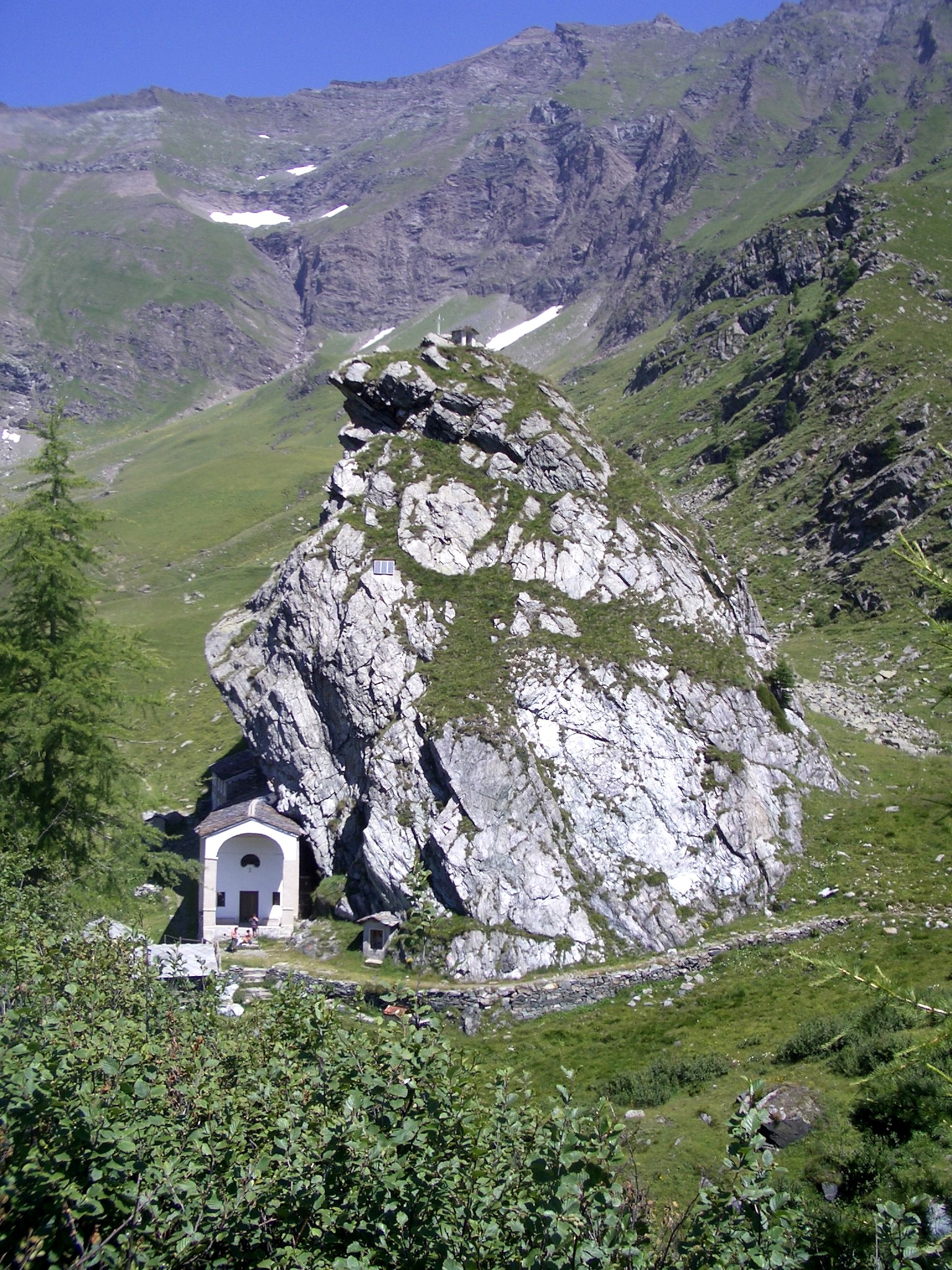
Veduta del Monte Fautenio
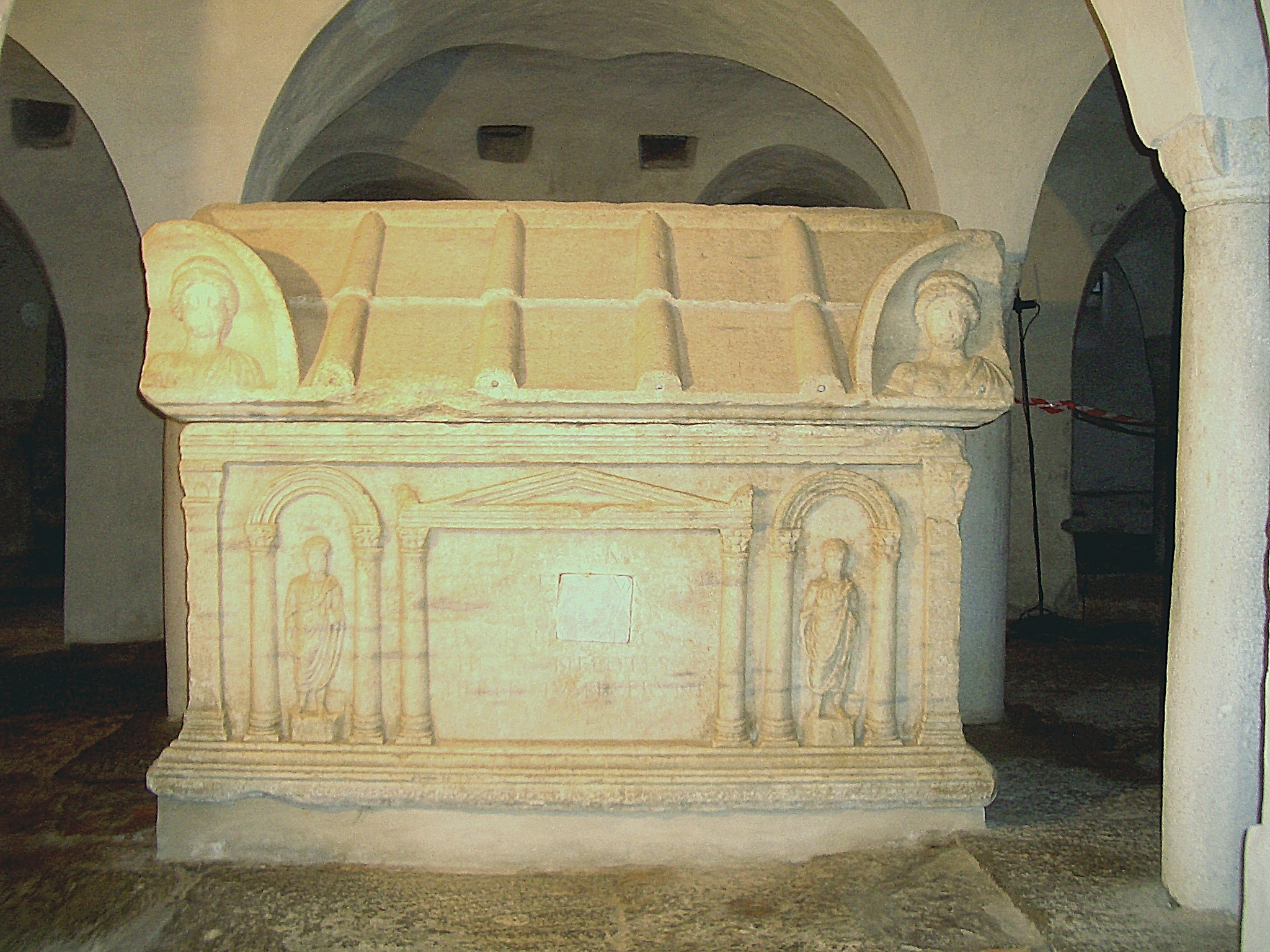
Il sarcofago romano che si vuole contenesse le reliquie di San Besso
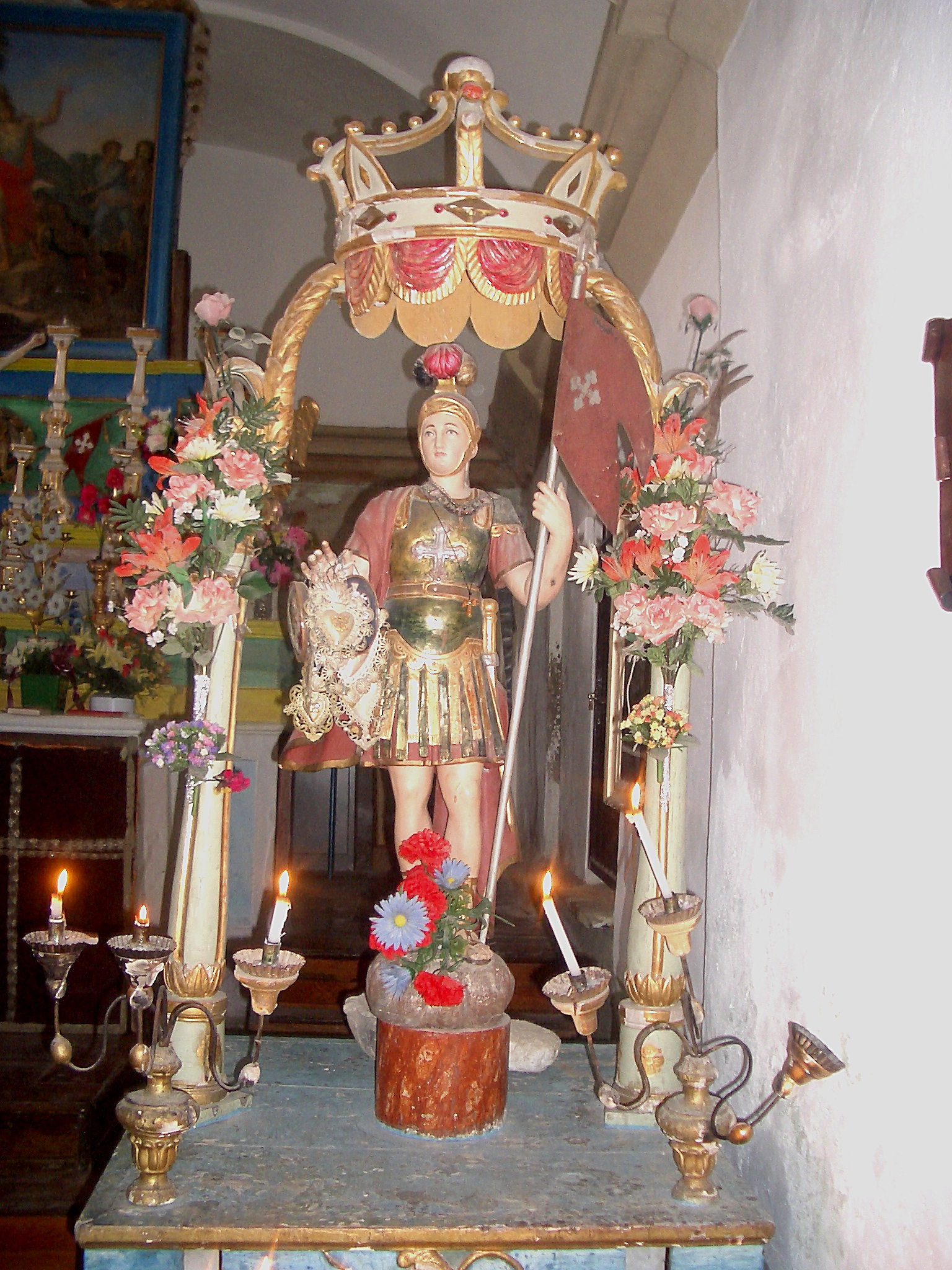
La statua portata in processione il 10 agosto
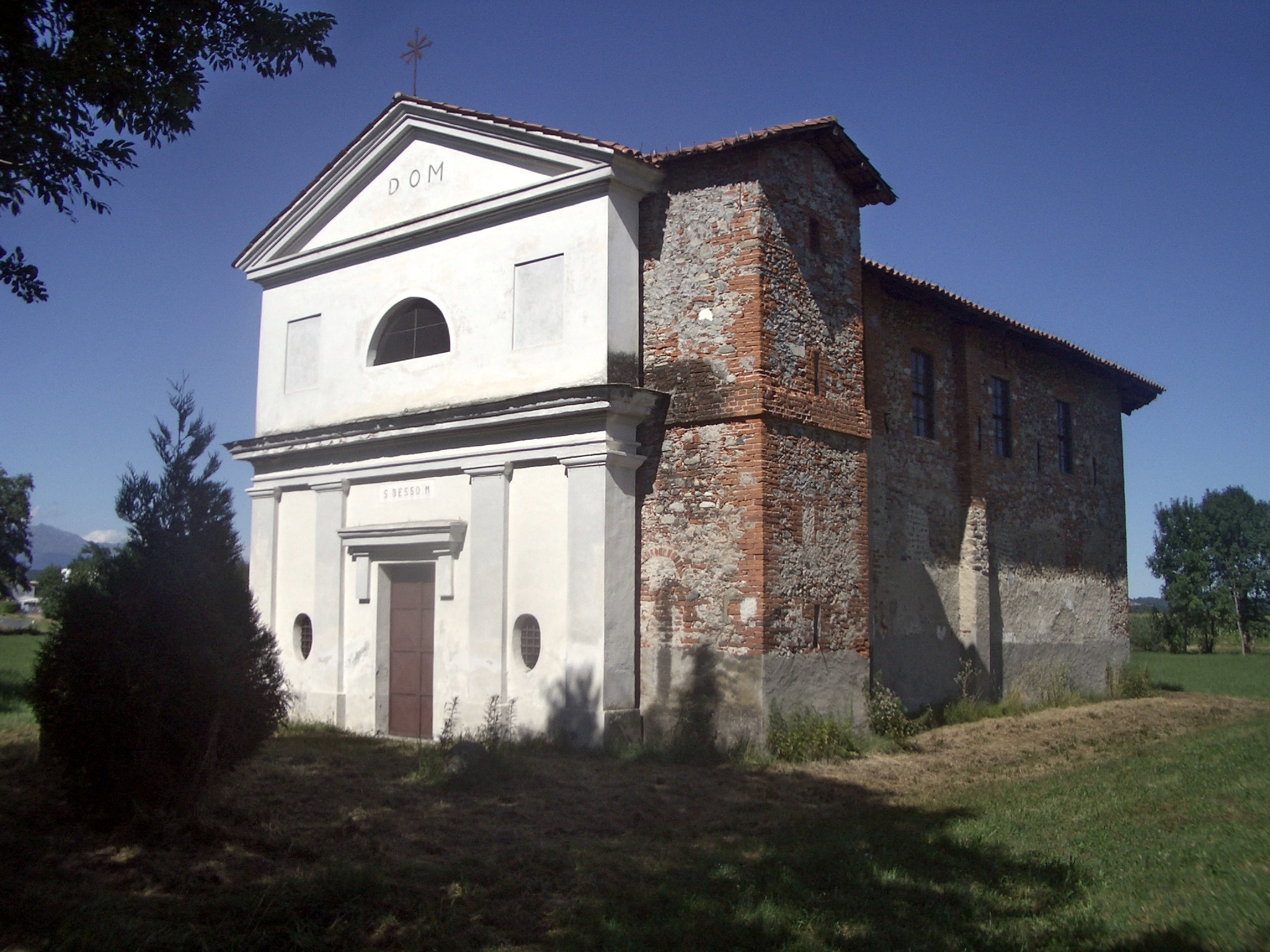
Ozegna, Chiesa di San Besso